# Catello Maresca
Catello Maresca (Napoli, 25 maggio 1972) è un magistrato italiano. Prima di candidarsi a sindaco di Napoli nel 2021 appoggiato dal centro-destra arrivando secondo con il 21,9% dei voti e venendo così eletto consigliere comunale, ha lavorato presso la Direzione distrettuale antimafia (DDA) e come sostituto procuratore presso la Procura Generale di Napoli.

## Biografia
È entrato in magistratura nel luglio 1999; durante la sua carriera come magistrato inquirente è stato assegnato prima alla sezione competente per i reati finanziari e di criminalità economica e dall’ottobre 2007 alla Direzione Distrettuale Antimafia di Napoli. Prima di candidarsi a sindaco di Napoli nel 2021, è stato sostituto procuratore presso la Procura Generale di Napoli. È docente di Procedure di Contrasto alla Criminalità Organizzata presso l'Università degli Studi della Campania Luigi Vanvitelli.
Ha partecipato alle indagini che hanno portato all'arresto, nel 2011, del boss dei Casalesi Michele Zagaria e all'operazione Gomorrah, dedicata alla repressione del traffico internazionale di merce contraffatta; ha rappresentato l’accusa nel processo al cosiddetto "gruppo Setola", che ha portato all'incarcerazione, tra gli altri, del mafioso Giuseppe Setola. Nel corso delle sue attività investigative ha subito più volte minacce di morte da parte delle organizzazioni criminali di stampo mafioso, è quindi sotto scorta dal 2008.
A dicembre 2021 torna in magistratura: il CSM lo assegna alla Corte d'Appello di Campobasso.

### Carriera politica

#### Candidatura a sindaco di Napoli
Il 26 maggio 2021 ha ufficializzato la sua candidatura alla carica di sindaco di Napoli, nel corso di un incontro con i rappresentanti del Partito Liberale Europeo di Napoli, in forma civica. Maresca si è sempre detto "indipendente" (affermando financo "me ne fotto dei simboli") ma, dichiaratamente, la sua candidatura si è situata all'interno di uno schieramento di centro-destra: Maresca è stato infatti sostenuto (non ufficialmente nel caso della Lega), dai principali partiti dell'area.
Per quanto riguarda il programma elettorale, ha prima dichiarato che la priorità sarebbe stata la lotta alla criminalità organizzata, poi, durante un incontro con la presidente del Forum Provinciale delle associazioni familiari, ha affermato che al primo posto sarebbe venuta la famiglia, dicendo di essere cattolico convinto. Ha poi però dichiarato che avrebbe lasciato la libertà di redigere il programma alle liste civiche e ai partiti che lo sostengono, precisando che non avrebbe preso impegni senza il loro supporto. Intervistato da Fanpage, ha dichiarato di voler affidare agli imprenditori la gestione del verde, dell’arredo urbano e la riqualificazione di Bagnoli.
Dapprincipio la sua candidatura era stata presentata da 11 liste: Forza Italia, Lega (in forma civica, senza simbolo, come Prima Napoli), Fratelli d’Italia, Cambiamo!, Noi con l’Italia, Partito Liberale Europeo, Partito Animalista e altre civiche. La campagna elettorale di Maresca ha però subito un duro colpo quando, l'8 settembre 2021, la commissione prefettizia ha bocciato quattro liste tra quelle che lo supportavano, cioè la lista Lega-Prima Napoli, la lista "Movimento quattro zampe - Partito Animalista" e le due liste civiche "Catello Maresca" e "Maresca sindaco". Le liste sono state dichiarate inammissibili perché erano state presentate dopo la scadenza e per altre irregolarità. Il pubblico ministero in aspettativa, definendo tale inammissibilità "formalismo di un diritto desueto", ha fatto ricorso al TAR, ma il ricorso è stato respinto il 13 settembre 2021.
Maresca verrà appoggiato in definitiva da 8 liste: Forza Italia, Fratelli d’Italia, “Essere Napoli Maresca Sindaco”, “Napoli Capitale”, Cambiamo!, Noi con l’Italia-Alleanza di Centro, “Orgoglio Napoletano” e Partito Liberale Europeo. Maresca ha infine raccolto solo il 21,98% delle preferenze contro oltre il 60% di Gaetano Manfredi, riuscendo a far eleggere 8 consiglieri (incluso se stesso) sui 40 componenti il consiglio comunale napoletano.

## Controversie
Maresca ha ricevuto critiche di natura deontologica circa l'opportunità di preparare la propria candidatura a sindaco di Napoli, mentre continuava a esercitare la funzione di Sostituto Procuratore Generale presso la Corte d'Appello del medesimo capoluogo. Successivamente ha richiesto al CSM di essere collocato in aspettativa, entrandovi il 26 maggio 2021, poco prima che la candidatura fosse ufficializzata. Si riaccendono le polemiche, allorquando rende pubblica la volontà di rientrare in ruolo (in qualità di Consigliere di Sezione Civile presso la Corte d'Appello di Campobasso), restando al contempo consigliere comunale a Napoli (carica alla quale era stato eletto a seguito delle elezioni comunali del 2021).

## Pubblicazioni
- Catello Maresca e Francesco Neri, L'ultimo bunker. La vera storia della cattura di Michele Zagaria, il più potente e più feroce boss dei Casalesi, Milano, Garzanti, 2012, ISBN 978-88-11-68690-3, EAN 9788811686903.
- Catello Maresca e Paolo Chiariello, La mafia è buona!, Napoli, Rogiosi, 2018, ISBN 978-88-6950-291-0, EAN: 9788869502910.
- Catello Maresca, Male capitale. La misera ricchezza del clan dei Casalesi, Giapeto, 2016, EAN: 9788898752744.
- Catello Maresca e Leandro Del Gaudio, Senso di Marcia, Napoli, Giapeto editore, 2017, ISBN 978-88-9326-062-6.
- Catello Maresca, Manuale di legislazione antimafia: diritto sostanziale e processuale, Napoli, Rogiosi, ISBN 978-88-6950-332-0.
- Catello Maresca, NCO, le radici del male, Napoli, Rogiosi, 2021, ISBN 978-88-6950-444-0.
- Catello Maresca, La Banalità della Mafia, Napoli, Fabbri Editore, 2022, ISBN 9788891587305.